# 퇴계선생문집
퇴계선생문집(退溪先生文集)은 대구광역시 달서구 계명대학교 동산도서관에 있는 퇴계 이황(退溪 李滉, 1501～1570) 선생의 문집이다. 2015년 12월 31일 대한민국의 보물로 지정 예고를 거쳐, 2016년 2월 22일 보물로 지정되었다.

## 보물 지정 사유
퇴계 이황(退溪 李滉, 1501～1570)은 조선시대가 배출한 탁월한 학자이며, 동시에 영남학파의 종장(宗匠)이다. 퇴계가 그러한 인물이기에 그의 학문적 성과를 집성한 문집인 ｢퇴계선생문집｣의 가치 또한 높다.
｢퇴계선생문집｣은 그 내용의 풍부함이나 분량의 방대함은 물론, 이를 편집하고 간행하는 과정에서 구축한 문집편집의 방법과 성과가 조선후기 문집의 편집과 판각의 전범(典範)이 되었다는 점에서 매우 중요한 의미를 갖는다.
지정 대상본은 ｢퇴계선생문집｣의 초판본으로, ｢퇴계선생문집｣이 판각되던 시기에 초래된 여러 곡절과, 오랜 진통 끝에 판각되면서 안게 된 제반 문제를 모두 보여준다는 점에서 한국 문집의 연구에 중요한 자료가 되고, 다양한 장서인과 장서 관련 묵기(墨記)는 장서의 변천에 관한 연구의 좋은 사례가 된다는 점에서 지정가치가 크다.

## 같이 보기
- 퇴계선생문집 목판 (보물 제1895호)

## 참고 자료
- 퇴계선생문집 - 국가유산청 국가유산포털